# 刘公庙镇
刘公庙镇，是中华人民共和国江西省宜春市樟树市下辖的一个乡镇级行政单位。

## 行政区划
刘公庙镇下辖以下地区：
大公社区、滁山村、塘祖村、萧塘村、北坑村、五洲村、枧桥村、东港村、雌溪村、横塘村、庚塘村、湖坵村、杨家村和南保村。

## 中国传统村落
2013年8月，塔前彭家村被评为第二批中国传统村落。